# Silver Bank

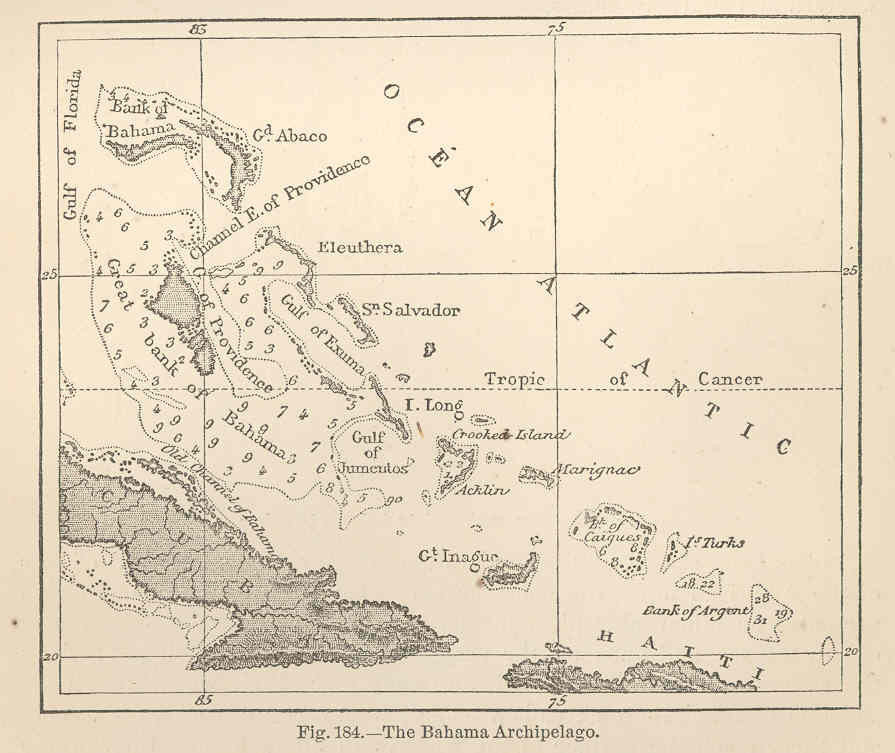
Il Silver Bank denominato Bank of Argent in basso a destra in una mappa delle Bahamas del 1873.

Il Silver Bank (in spagnolo: 'Banco de la Plata') è un banco sommerso nell'Oceano Atlantico, a nord della Repubblica Dominicana ed a sud delle isole Turks e Caicos ed occupa un'area di circa 1680 km². Il banco è separato dal Mouchoir Bank per mezzo del Silver Bank Passage, a ovest, e dal Navidad Bank per mezzo del Navidad Bank Passage, a est.

## Geografia
Il Silver Bank è una piattaforma carbonatica subacquea che in alcune zone raggiunge quasi la superficie dell'oceano con una profondità minima di circa 18 m. Nelle sue regioni settentrionali molti ceppi di corallo raggiungono la superficie dell'oceano, specialmente con la bassa marea. Inoltre tra i suoi coralli ospita il relitto della nave da carico Polyxeni, la maggior parte del quale si trova al di sopra della superficie, che è possibile visitare solo con un permesso governativo.
A causa della poca profondità delle sue acque il Silver Bank non è percorribile per navi troppo grandi, per questo ogni imbarcazione che desidera transitare nell'area può farlo solo dopo l'ottenimento di un permesso.
Quest'area è considerata parte della Repubblica Dominicana, così come il Navidad Bank più a est. Il 14 ottobre 1986 la Repubblica Dominicana ha istituito il Silver and Navidad Bank Sanctuary (Santuario de los Bancos de la Plata y de la Navidad) per proteggere questa area, vero e proprio rifugio per i mammiferi marini. Il 5 luglio 1996, con un decreto presidenziale l'area è stata allargata e denominata "Santuario dei mammiferi marini" (Santuario de Mamíferos Marinos). Il Silver Bank è da molto tempo un'area adibita al parto ed allo svezzamento per le megattere.
A poco a sud est si trova il Navidad Bank, come detto, posto anch'esso sotto la giurisdizione della Repubblica Dominicana.
Geograficamente il Silver Bank, il Navidad Bank e il Mouchoir Bank, più a nord ovest, sono considerati una continuazione delle Bahamas.